# Eurypepla
Eurypepla is een geslacht van kevers uit de familie bladkevers (Chrysomelidae).
De wetenschappelijke naam van het geslacht werd in 1854 gepubliceerd door Carl Henrik Boheman.

## Soorten
- Eurypepla jamaicensis (Linnaeus, 1758)